# San Donato (Santa Maria a Monte)
San Donato è una frazione del comune italiano di Santa Maria a Monte, nella provincia di Pisa, in Toscana.

## Geografia fisica
È situato sulla riva destra dell'Arno, che qui forma una curva di fronte ai borghi della Rotta e di Castel del Bosco, posti sull'altra riva.

## Storia

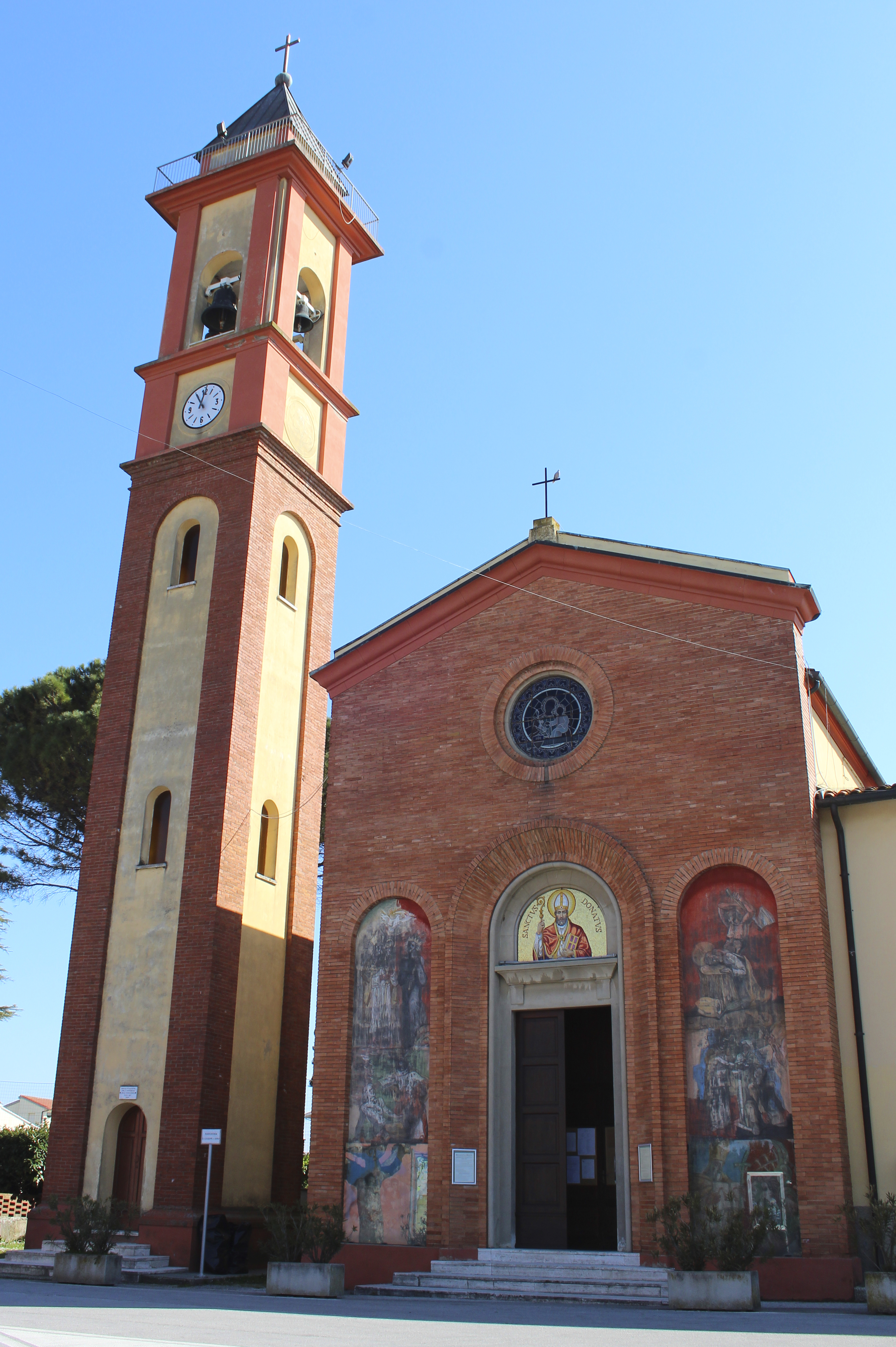
La chiesa dei Santi Giuseppe e Anna

La frazione era nota con il toponimo di Pompiano o Poppiano: in un giudicato pronunciato a Lucca nell'anno 857 dal vescovo di quella diocesi, assistito dai vassi imperiali, dagli scabini e da altri giudici, si scopre delle reclamazioni effettuate da Anualdo, pievano di Santa Maria a Monte, al prete Ghisiprando circa le possessioni lasciate alla sua pieve dal fu Rachisindo, e si legge che erano state acquistate in compra da Gumperto de loco Poppiano.
Qui era situata una chiesa parrocchiale con il titolo di San Donato, documentata come parrocchia in una bolla concistoriale di papa Eugenio III spedita il 16 gennaio 1150 a Gottifredo, pievano di Santa Maria a Monte, con la quale conferma ai rettori di quella pieve tutti i privilegi concessi dal pontefice Innocenzo II suo predecessore, con tutte le cappelle o chiese succursali.
Nel XIX secolo gli spaziosi poderi di San Donato a Poppiano fanno ancora parte del patrimonio della pieve di Santa Maria a Monte.

## Monumenti e luoghi d'interesse
- Chiesa dei Santi Giuseppe e Anna, ex chiesa di San Donato in Pompiano